# Pycnanthemum californicum
Pycnanthemum californicum là một loài thực vật có hoa trong họ Hoa môi. Loài này được Torr. ex Durand miêu tả khoa học đầu tiên năm 1855.